# Eunoe papillosa
Eunoe papillosa är en ringmaskart som beskrevs av Ayrton Amaral och Nonato 1985. Eunoe papillosa ingår i släktet Eunoe och familjen Polynoidae. Inga underarter finns listade i Catalogue of Life.